# Papora-Hoanya
Papora-Hoanya, ook Bupuraans, Hinapavosa, Vupuraans of Papola, is een Paiwanische taal die net zoals de andere Paiwanische - en ook Formosaanse talen uitsluitend op Taiwan wordt gesproken. Het Papora-Hoanya werd in het centrum van de noordelijke kust gesproken, rond Lishui, Chingshui, Shalu, en inlands tot Táijhong.

## Classificatie
- Austronesische talen (1268)
  - Formosaanse talen (2)
    - Paiwanische talen (2)
      - Papora-Hoanya

## Verspreiding van de sprekers
- Taiwan: 0; 20e gedeelde en laatste plaats, 21e gedeelde en laatste plaats volgens totaal aantal sprekers

Hoanya · Papora
Paiwanische talen
Kulon-Pazeh · Papora-Hoanya